# Padoux
Padoux é uma comuna francesa na região administrativa do Grande Leste, no departamento de Vosges. Estende-se por uma área de 19.35 km². Em 2010 a comuna tinha 517 habitantes (densidade: 26,7 hab./km²).